# Montigny-lès-Arsures
Pour les articles homonymes, voir Montigny et Arsure.
Montigny-lès-Arsures est une commune française située dans le département du Jura, dans la région culturelle et historique de Franche-Comté et la région administrative Bourgogne-Franche-Comté.

## Géographie
Montigny se situe en plein cœur du vignoble du Jura, dans le nord-est du Jura, sur la route touristique des vins du Jura et la route Pasteur. La commune se dit à ce jour en particulier capitale du cépage jurassien Trousseau, grâce à son sol de prédilection particulièrement adapté à sa culture. La commune est traversée par le ruisseau de la Larine qui y prend sa source.
Arbois est à 3 km, Besançon à 45 km, Dole à 30 km, Lausanne à 100 km.
La ligne de Dijon-Ville à Vallorbe (frontière) (parcourue par les TGV Lyria Paris - Lausanne) passe à l'est de la commune, ainsi que la RN 83 Lyon - Strasbourg.

### Climat
Pour des articles plus généraux, voir Climat de la Bourgogne-Franche-Comté et Climat du département du Jura.
En 2010, le climat de la commune est de type climat de montagne, selon une étude du Centre national de la recherche scientifique s'appuyant sur une série de données couvrant la période 1971-2000. En 2020, Météo-France publie une typologie des climats de la France métropolitaine dans laquelle la commune est exposée à un climat semi-continental et est dans la région climatique  Jura, caractérisée par une forte pluviométrie en toutes saisons (1 000 à 1 500 mm/an), des hivers rigoureux et un ensoleillement médiocre. 
Pour la période 1971-2000, la température annuelle moyenne est de 10,1 °C, avec une amplitude thermique annuelle de 17,3 °C. Le cumul annuel moyen de précipitations est de 1 372 mm, avec 13,5 jours de précipitations en janvier et 9,5 jours en juillet. Pour la période 1991-2020, la température moyenne annuelle observée sur la station météorologique de Météo-France la plus proche, « Arc-et-Senans », sur la commune d'Arc-et-Senans à 12 km à vol d'oiseau, est de 11,7 °C et le cumul annuel moyen de précipitations est de 1 182,8 mm. 
La température maximale relevée sur cette station est de 41,5 °C, atteinte le 13 août 2003 ; la température minimale est de −25 °C, atteinte le 2 janvier 1971,,. 
Les paramètres climatiques de la commune ont été estimés pour le milieu du siècle (2041-2070) selon différents scénarios d'émission de gaz à effet de serre à partir des nouvelles projections climatiques de référence DRIAS-2020. Ils sont consultables sur un site dédié publié par Météo-France en novembre 2022.

## Urbanisme

### Typologie
Au 1er janvier 2024, Montigny-lès-Arsures est catégorisée commune rurale à habitat dispersé, selon la nouvelle grille communale de densité à sept niveaux définie par l'Insee en 2022.
Elle est située hors unité urbaine. Par ailleurs la commune fait partie de l'aire d'attraction d'Arbois, dont elle est une commune de la couronne,. Cette aire, qui regroupe 16 communes, est catégorisée dans les aires de moins de 50 000 habitants,.

### Occupation des sols
L'occupation des sols de la commune, telle qu'elle ressort de la base de données européenne d’occupation biophysique des sols Corine Land Cover (CLC), est marquée par l'importance des forêts et milieux semi-naturels (61,3 % en 2018), une proportion sensiblement équivalente à celle de 1990 (61,5 %). La répartition détaillée en 2018 est la suivante : 
forêts (61,3 %), zones agricoles hétérogènes (17,9 %), cultures permanentes (15 %), terres arables (4,2 %), prairies (1,6 %). L'évolution de l’occupation des sols de la commune et de ses infrastructures peut être observée sur les différentes représentations cartographiques du territoire : la carte de Cassini (XVIIIe siècle), la carte d'état-major (1820-1866) et les cartes ou photos aériennes de l'IGN pour la période actuelle (1950 à aujourd'hui).

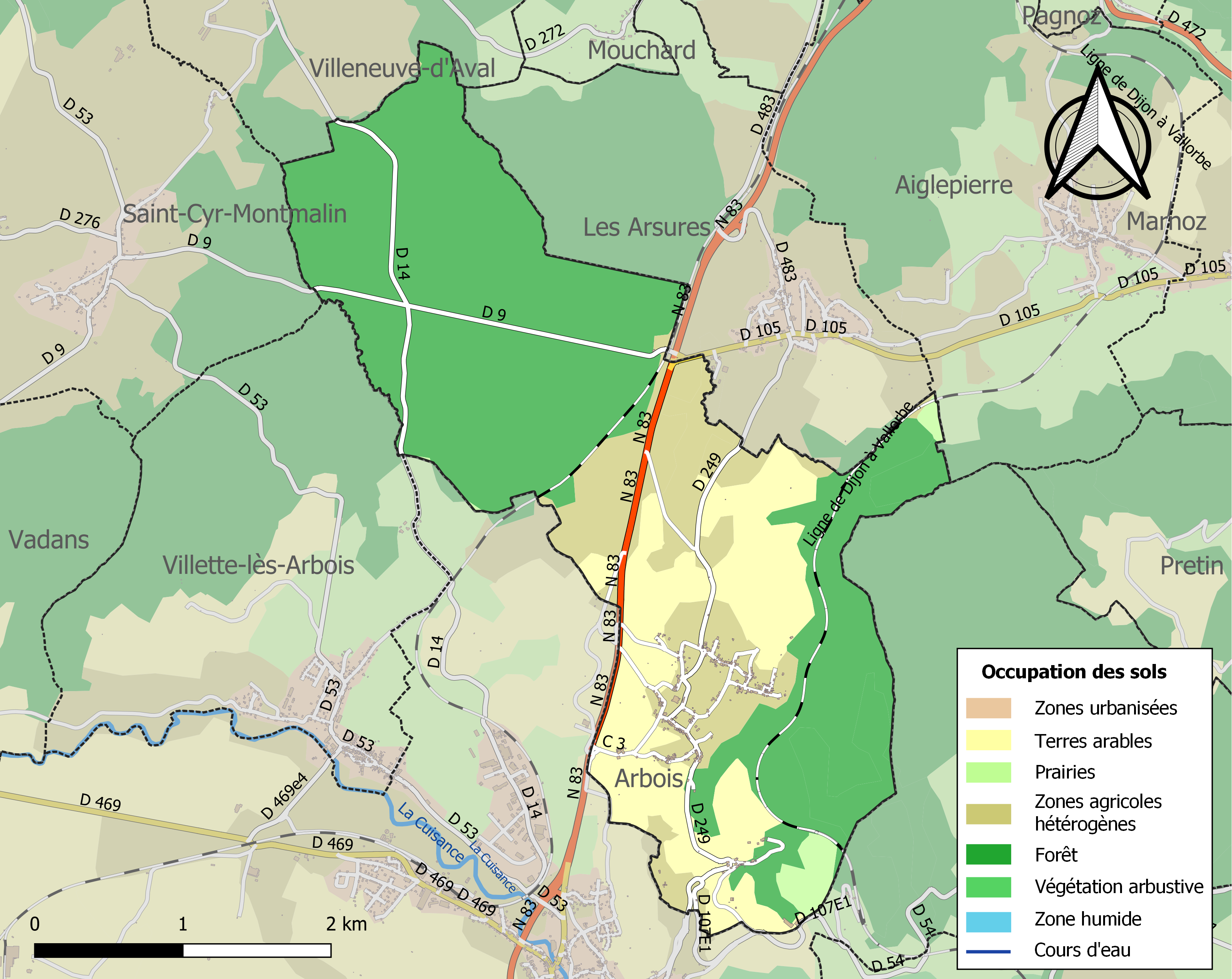
Carte des infrastructures et de l'occupation des sols de la commune en 2018 (CLC).

## Toponymie
Montigny, Albert Dauzat et à sa suite Ernest Nègre assignent une même origine à tous les Montigny, qui viendraient d'une même forme dont l'étymon est généralement donné sous la forme latinisée *Montaniacum, c'est un type toponymique répandu dont la signification exacte ne fait pas l'unanimité.
Arsure: Nom médiéval, caractéristique des défrichements qui ont eu lieu à cette époque dans cette région. Il s'agit d'un site autrefois défriché par le feu, comme l'indique son nom, issu du latin ardere ("brûler"), via un mot franco-provençal arsoeura ("terre défrichée par le feu").

## Histoire
Les territoires de Montigny, de Vauxelles, et de la grange des Arsures dépendent du domaine particulier des comtes de Bourgogne, jusqu'à ce qu'en 1375, la comtesse de Bourgogne Marguerite de France, donne la seigneurie de Montigny à son maître d'hôtel, Humbert de la Platière, d'Arbois, en reconnaissance de ses bons et loyaux services.
En 1388, la seigneurie échoit au chapitre de chanoines de l'église Notre-Dame d'Arbois, avant de passer aux mains des ducs de Bourgogne.
En 1408, Guy Arménier, alors conseiller au parlement de Bourgogne, obtient du duc Jean Ier de Bourgogne, certains droits féodaux sur Montigny, dont celui de bâtir un château.
Le territoire viticole attire, en outre, les abbayes qui y implantent des celliers, ainsi que d'illustres familles, qui y bâtissent de belles demeures.
En 1595, le roi de France, Henri IV établit son quartier général dans le château de Montigny lors des sièges des villes voisines d'Arbois, Poligny et Salins-les-Bains.
Le 25 janvier 1871, un zouave ardennais, Léopold Coco Tonnel, parvient à contenir héroïquement toute la journée, seul, pas moins d'un demi bataillon de prussiens, protégé par une tourelle de pierre, érigée à la hâte.
En 1878, le célèbre scientifique Louis Pasteur mène ses expériences sur la fermentation du raisin dans ses vignes du Clos de Rosières, acquises quatre ans plus tôt (route Pasteur).

## Économie
En 2011, l'économie de Montigny reposait sur la viti-viniculture (70%), et sur les services (30%).

## Politique et administration
| Période   | Période  | Identité         | Étiquette    | Qualité |
| --------- | -------- | ---------------- | ------------ | ------- |
| mars 2001 | 2014     | Philippe Riou    | UDF puis UDI | Cadre   |
| 2014      | En cours | Dominique Gahier |              |         |

## Démographie
L'évolution du nombre d'habitants est connue à travers les recensements de la population effectués dans la commune depuis 1793. Pour les communes de moins de 10 000 habitants, une enquête de recensement portant sur toute la population est réalisée tous les cinq ans, les populations de référence des années intermédiaires étant quant à elles estimées par interpolation ou extrapolation. Pour la commune, le premier recensement exhaustif entrant dans le cadre du nouveau dispositif a été réalisé en 2008.

En 2022, la commune comptait 234 habitants, en évolution de −11,36 % par rapport à 2016 (Jura : −0,81 %, France hors Mayotte : +2,11 %).
| 1793  | 1800  | 1806 | 1821  | 1831  | 1836  | 1841  | 1846 | 1851 |
| ----- | ----- | ---- | ----- | ----- | ----- | ----- | ---- | ---- |
| 1 087 | 1 096 | 984  | 1 060 | 1 054 | 1 047 | 1 052 | 735  | 759  |

| 1856 | 1861 | 1866 | 1872 | 1876 | 1881 | 1886 | 1891 | 1896 |
| ---- | ---- | ---- | ---- | ---- | ---- | ---- | ---- | ---- |
| 621  | 617  | 640  | 609  | 551  | 537  | 539  | 511  | 507  |

| 1901 | 1906 | 1911 | 1921 | 1926 | 1931 | 1936 | 1946 | 1954 |
| ---- | ---- | ---- | ---- | ---- | ---- | ---- | ---- | ---- |
| 543  | 503  | 450  | 393  | 372  | 372  | 327  | 327  | 360  |

| 1962 | 1968 | 1975 | 1982 | 1990 | 1999 | 2006 | 2008 | 2013 |
| ---- | ---- | ---- | ---- | ---- | ---- | ---- | ---- | ---- |
| 349  | 318  | 304  | 297  | 292  | 267  | 271  | 272  | 273  |

| 2018 | 2022 | - | - | - | - | - | - | - |
| ---- | ---- | - | - | - | - | - | - | - |
| 243  | 234  | - | - | - | - | - | - | - |

## Lieux et monuments
- Église Saint-Grégoire-le-Grand (XIIe siècle), inscrite aux monuments historiques[20].
- Château de Montigny (XVe et XVIIe siècles), dit aussi Château de Sainte Marie, inscrit à l'Inventaire Supplémentaire des Monuments Historiques[21].
- Celliers et vestiges d'abbayes (abbaye de Genne Mont-Sainte Marie, lieux dits Les Capucins, La Boutière…)
- Demeures patriciennes
- Maisons vigneronnes

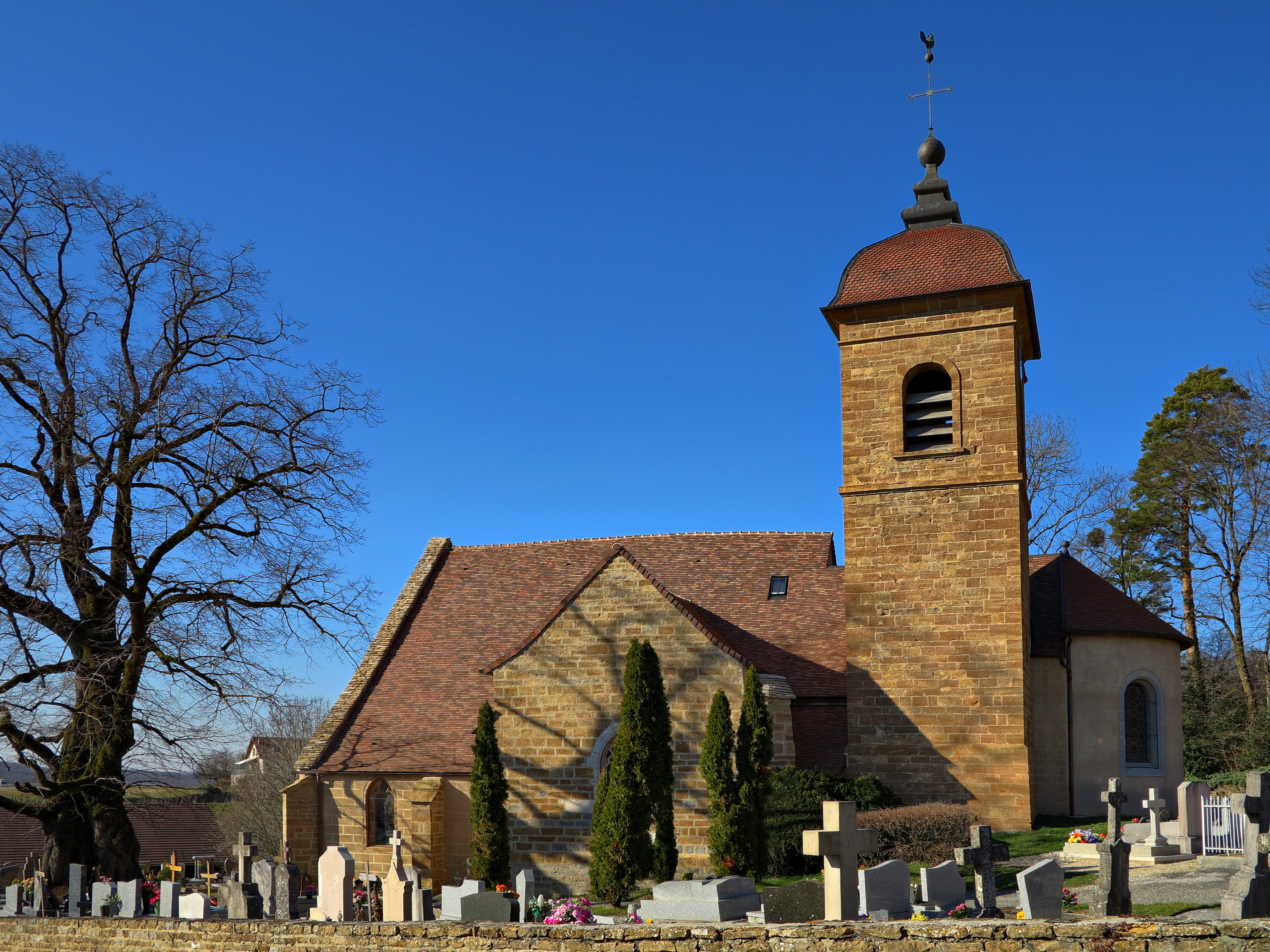
Église Saint-Grégoire.
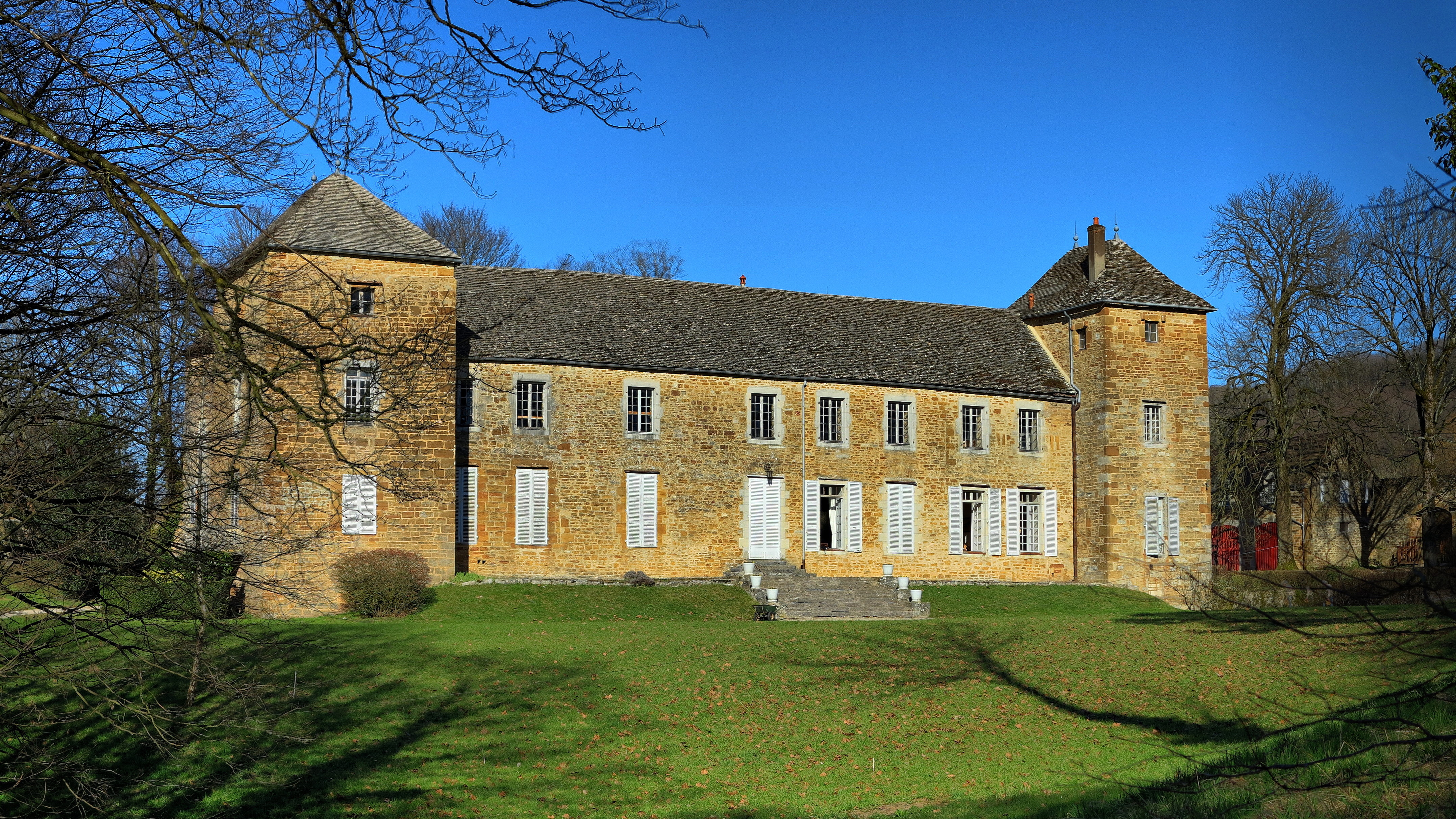
Château de Sainte-Marie.
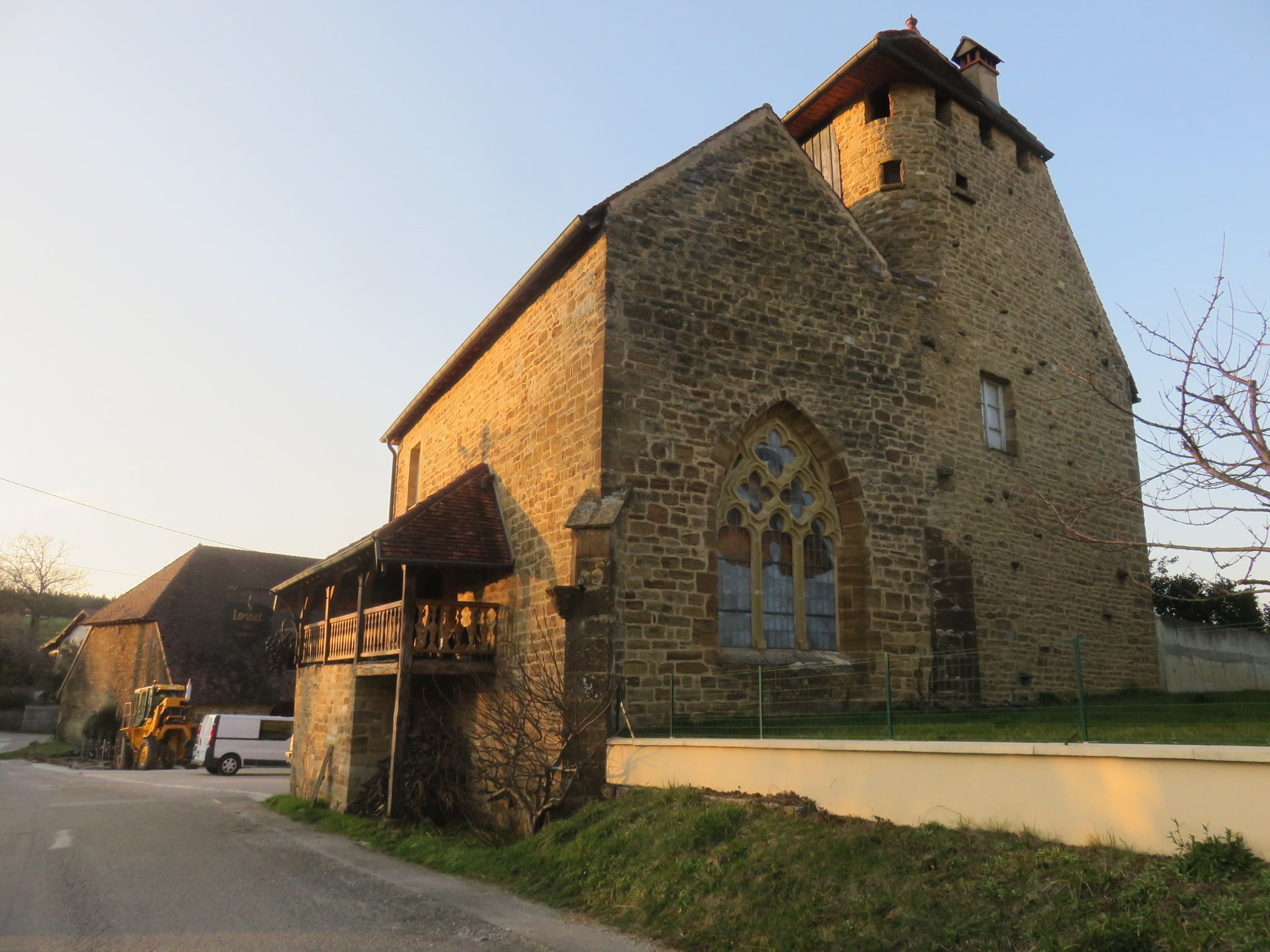
Abbaye de Genne Mont-Sainte Marie.
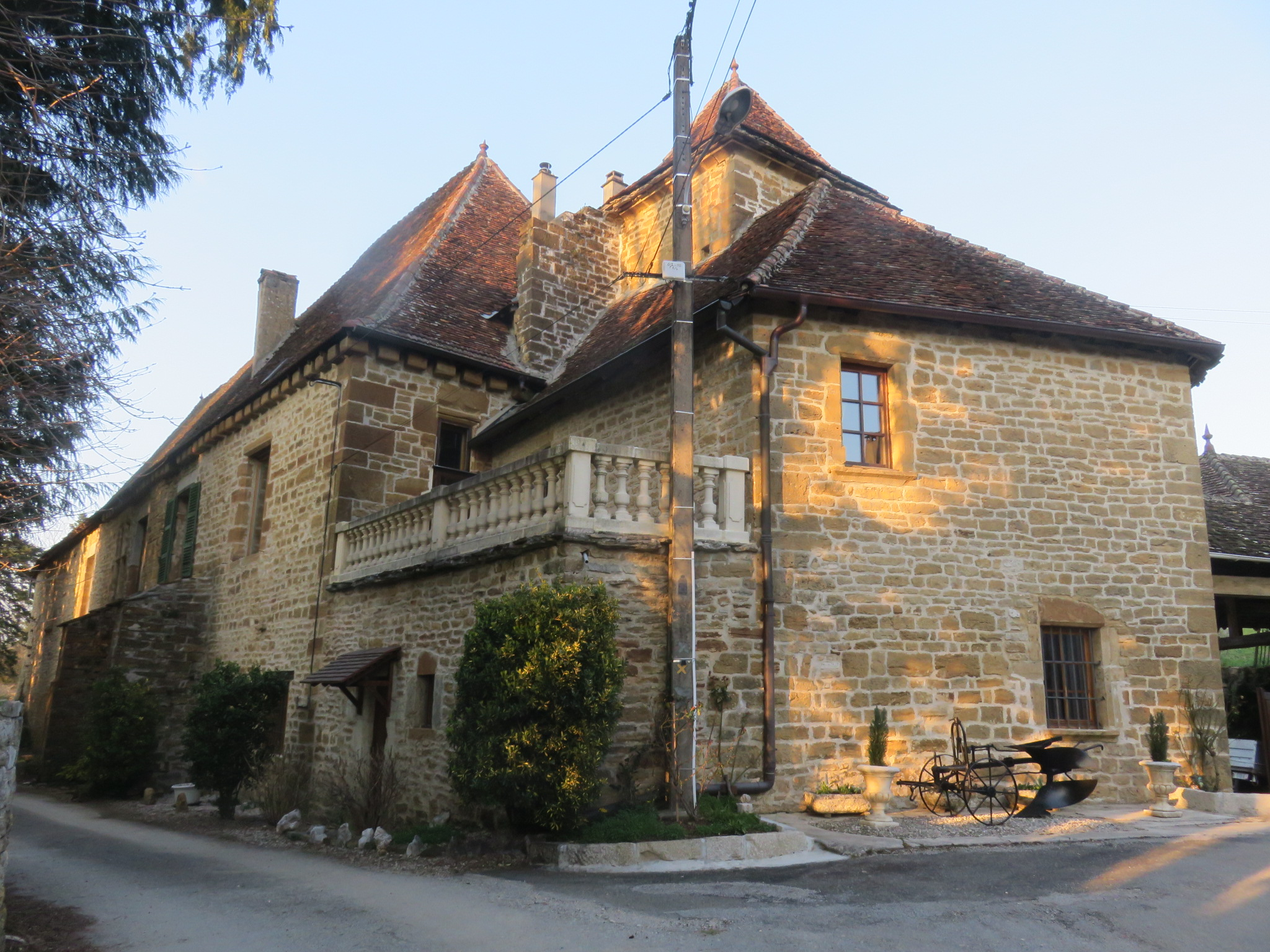
Demeure.

- Tour du zouave Coco (1871)
- Viaduc de la ligne de Dijon-Ville à Vallorbe (frontière) : ouvrage courbe de 230 m de long comportant 11 arches de plein cintre.
- Vigne de Louis Pasteur (Route Pasteur)
- Plusieurs fontaines.

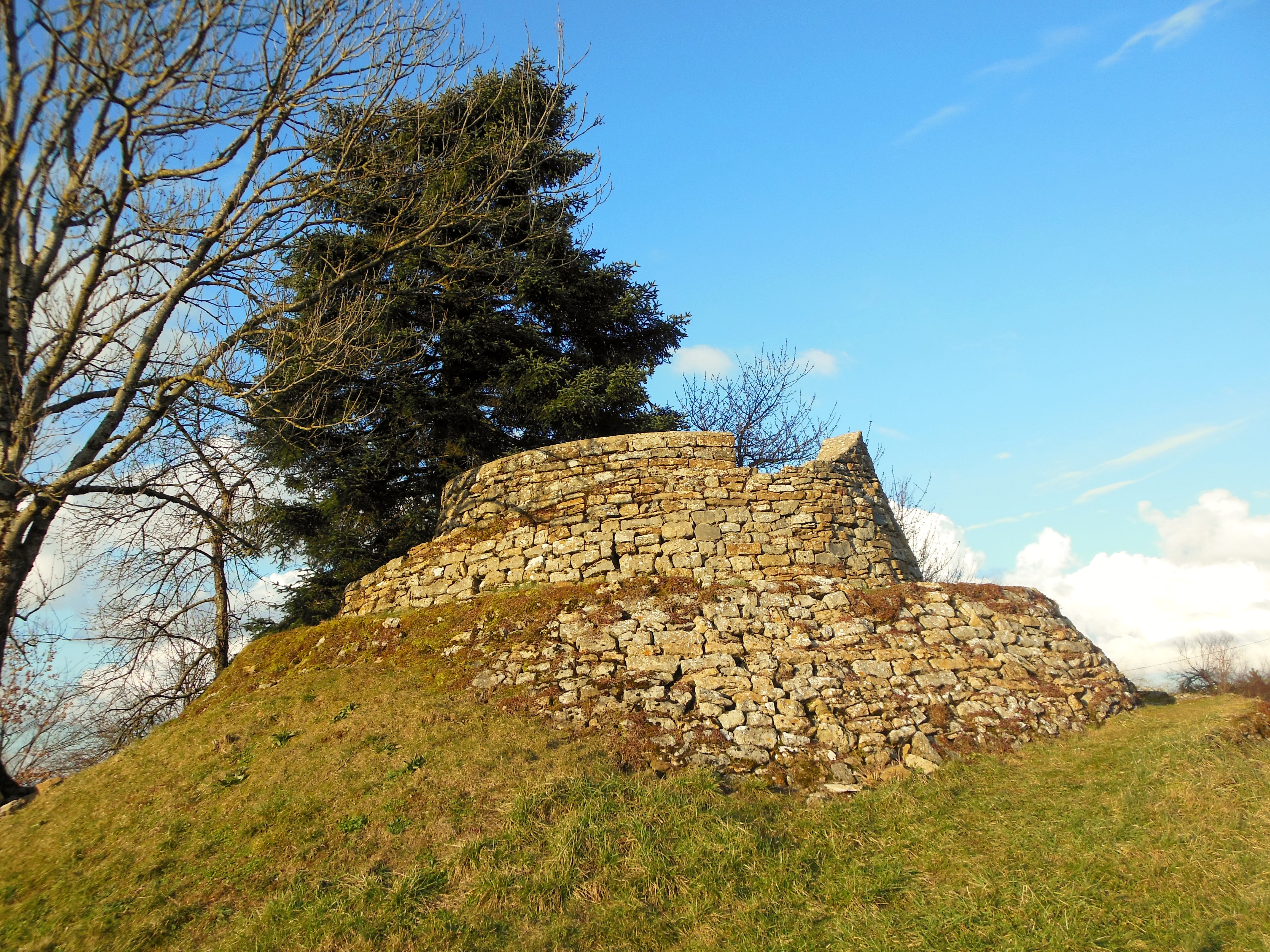
Tour du Zouave Coco.
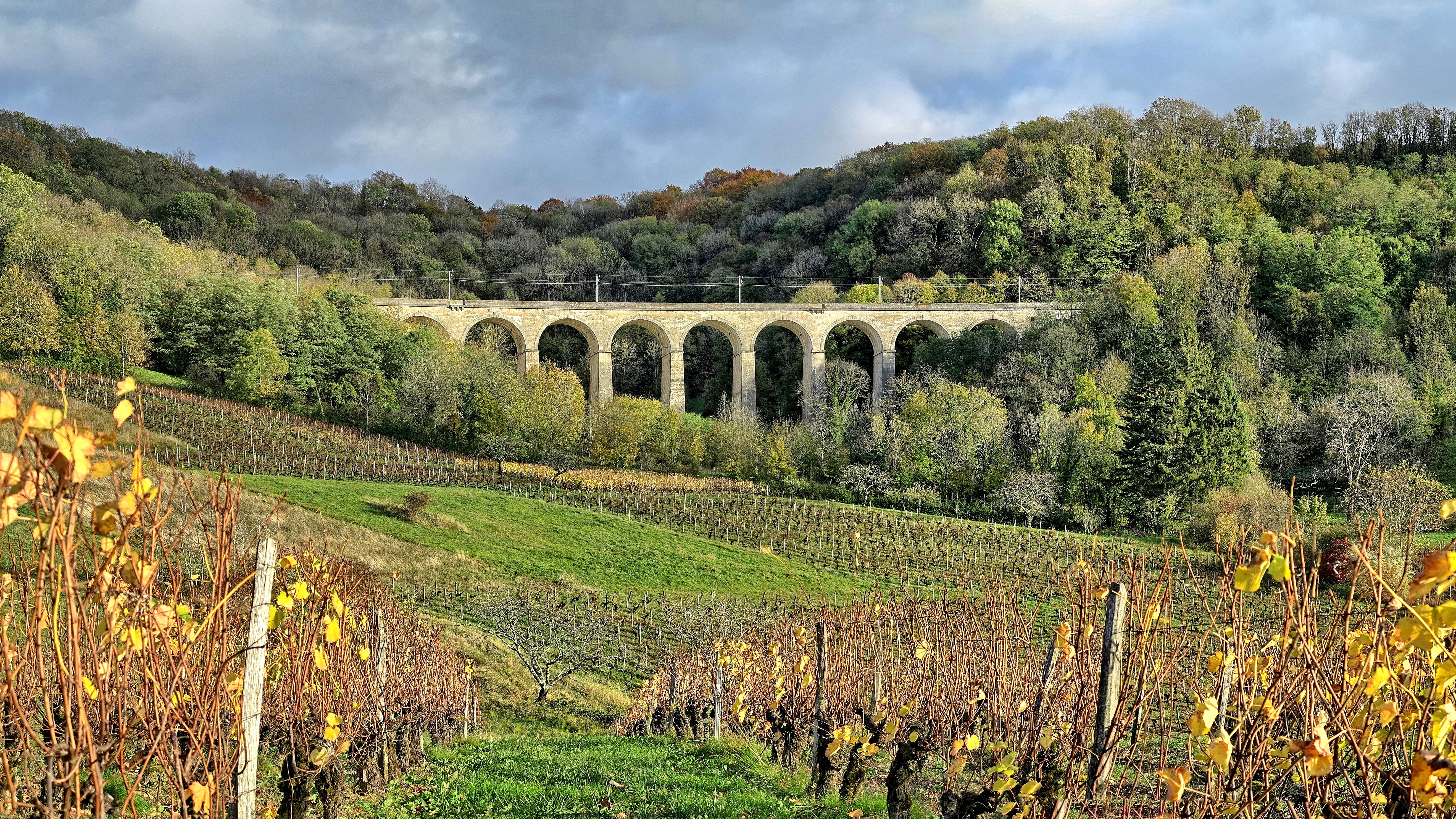
Viaduc de Montigny.
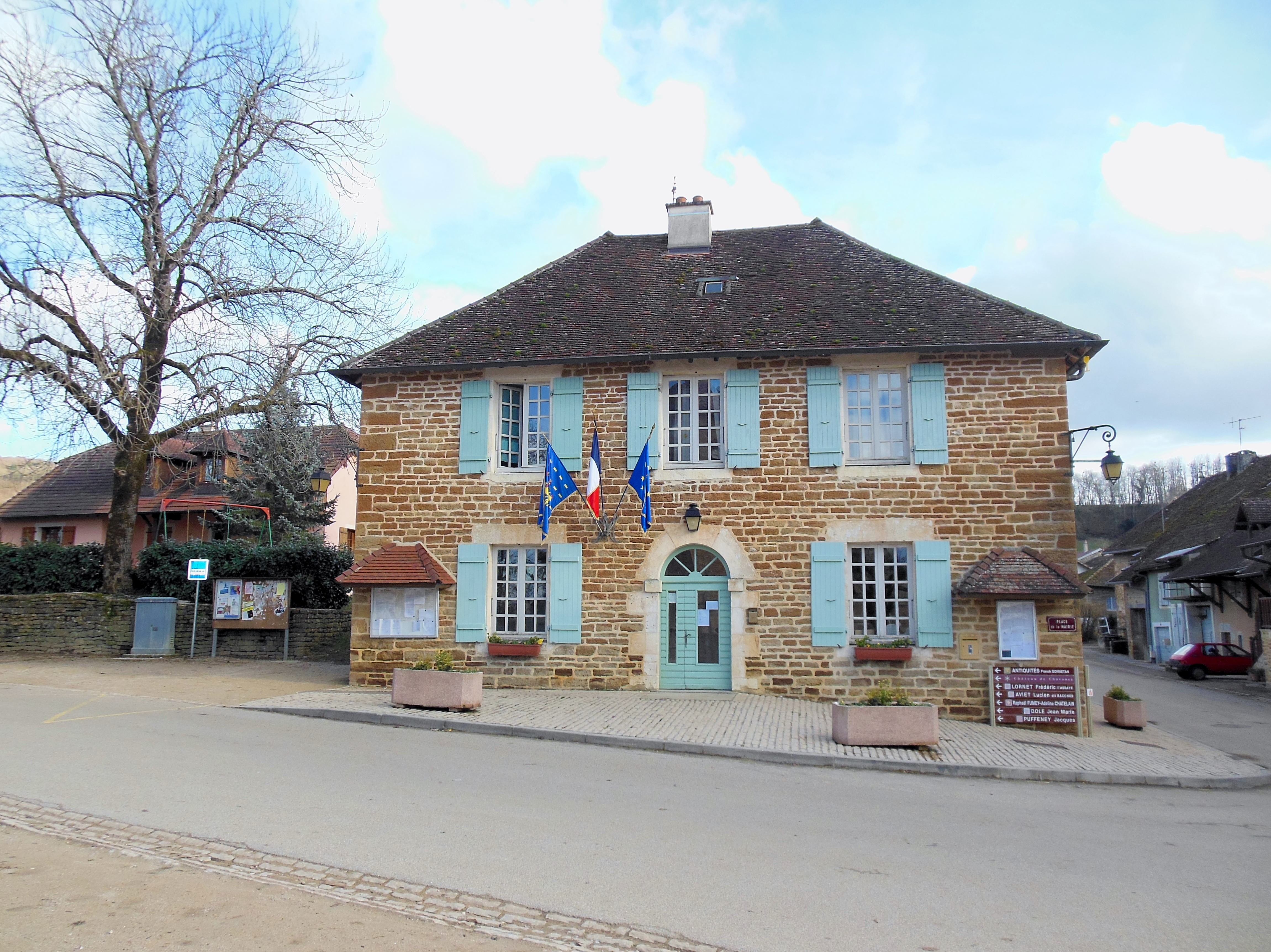
Mairie.
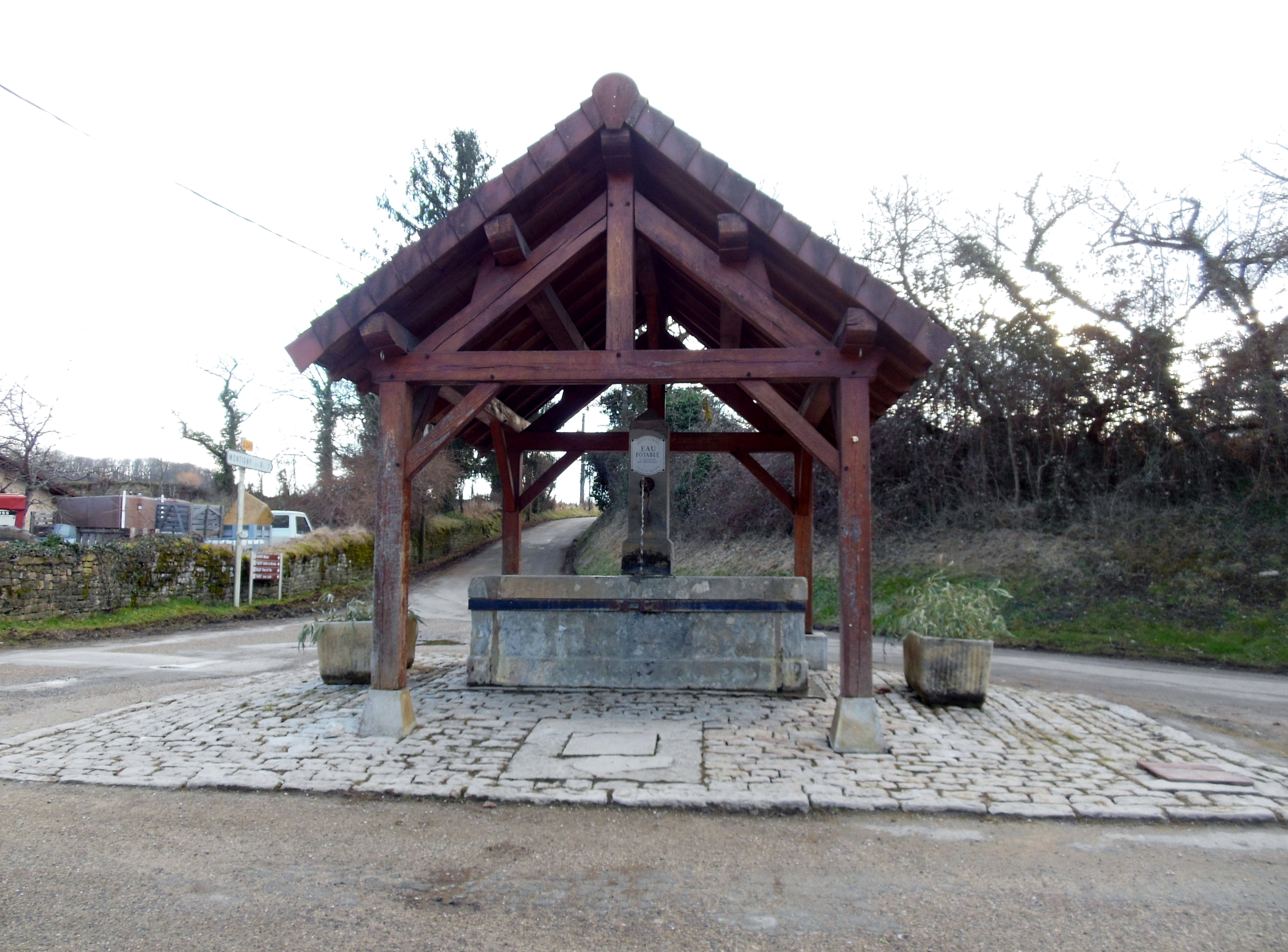
Fontaine (quartier de l'Abbaye).

## Personnalités liées à la commune
- Jean Lallemand, comte de Vaite, secrétaire d'État de Charles Quint, était seigneur de Montigny et y mourut en 1560.
- Le roi Henri IV séjourna a Montigny-lès-Arsures dans les premiers jours d'août 1595, lors du siège d'Arbois.
- Jean Girardot de Nozeroy (1580-1651) Historien et Intendant des armées comtoises pendant la guerre de Dix ans, avait sa résidence à Montigny ou il écrivit la plupart de ses ouvrages.
- Pierre Henri Lepin (1772-1839) ,général du Premier Empire est décédé dans la commune.
- Louis Pasteur fit ses expériences sur la vigne sur sa vigne de Louis Pasteur (Route Pasteur) à Montigny-lès-Arsures.
- Louis François Étienne Bergeret (1814-1893), ami de Pasteur, considéré comme l'un des pionniers de l'entomologie appliquée à la médecine légale, est né à Montigny-lès-Arsures.